# Американський син
«Американський син» — фільм 2008 року.

## Зміст
Історія про молодого морського піхотинця, першокурсника табору Пендлтон, який змушений протистояти складнощам в сім'ї, в перебігу чотириденної відпустки на День Подяки.